# Xã Keystone, Quận Scott, Kansas
Xã Keystone (tiếng Anh: Keystone Township) là một xã thuộc quận Scott, tiểu bang Kansas, Hoa Kỳ. Năm 2010, dân số của xã này là 98 người.